# Andrzej Wasik
Andrzej Wasik – polski profesor chemii specjalizujący się w chemii analitycznej, a zwłaszcza w chromatografii i analityce specjacyjnej. Zatrudniony w Katedrze Chemii Analitycznej na Wydziale Chemicznym Politechniki Gdańskiej. Autor i współautor kilkudziesięciu prac naukowych. Od 2016 członek Zespołu Automatyzacji i Robotyzacji Metod Analitycznych Komitetu Chemii Analitycznej PAN. W 2019 uzyskał tytuł profesora nauk chemicznych.

## Nagrody i osiągnięcia
- 2005 - Zespołowa Nagroda Ministra Zdrowia
- 2001 - Nagroda Prezesa Rady Ministrów za wyróżnioną rozprawę doktorską
- 2000 - Stypendium Fundacji Na Rzecz Nauki Polskiej[4]